# لاینی
لاینی (به هلندی: Linne) یک منطقهٔ مسکونی در هلند است که در ماس‌خاو واقع شده‌است. لاینی ۳٬۷۷۰ نفر جمعیت دارد.